# Carmen Castellote
Carmen Castellote (Bilbao, 1932) es una poeta española del exilio republicano, residente en México.

## Biografía
Castellote nació en Bilbao en 1932. En plena guerra civil española, en 1937, tras el bombardeo de Guernica y a la espera del asalto final por parte de las tropas franquistas a la ciudad de Bilbao, sus padres la embarcaron en una de las campañas de evacuación de niños organizada por la Segunda República Española, en su caso con destino a la Unión Soviética, a Leningrado, donde aquellos niños fueron alojados en lo que se denominó “Casas de los niños”. Con el estallido de la Segunda Guerra Mundial en 1941 fue evacuada de nuevo a Siberia.
Estudió Historia en Moscú. Tras contraer matrimonio con un socialista polaco en 1956, trasladó su residencia a Polonia. Finalmente, en 1958 viajó a México para reencontrarse con su padre, que se había exiliado allí, una vez terminada la guerra civil, estableciendo allí su residencia definitiva. Ha trabajado durante más de veinte años dirigiendo el departamento de geografía e historia de la editorial Unión Tipográfica Editorial Hispano Americana (UTEHA).
Castellote publicó su primer libro de poesía a los cuarenta años. Su obra trata de la infancia, la guerra, los trenes, el amor ―de sus propias experiencias vitales―. También el exilio, asumido como condición de vida.

## Obra

### Poesía
- Con suavidad de frío, 1976[1][4]
- Vuelo de nieve al sol, 1979[5]
- Diálogo con la esfinge, 1983[1]
- Acta de renacimiento, 1985[1]
- Kilómetros de tiempo. Torremozas, Madrid, 2021.

### Otras publicaciones
- De Pushkin a Tolstoi y Mayakovski (Universidad Obrera de México, México, 1987), un libro de ensayos.
- Ristra de magdalenas (Edición de autor, México, 2015), una selección de cuentos.[6]
- Cartas a mí misma. Introducción Nuria Capdevila-Argüelles. Torremozas, Madrid, 2022.

## Reconocimientos
- Ganó la medalla de Pushkin en Moscú por un ensayo sobre literatura rusa.[2]

- Con motivo de la celebración del Día del Libro el 23 de abril de 2021, se organizó en Madrid una actividad conmemorativa de su obra,[7] promovido por el actor español Carlos Olalla.[2]
- Coincidiendo con la celebración del Día del Libro, el 23 de abril de 2022, el Instituto Cervantes abrió la Caja de las Letras para depositar el legado de Carmen Castellote en la caja num.1020.[8][9]